# Grégoire Margotton
Pour les articles homonymes, voir Margotton.
Grégoire Margotton, né le 9 novembre 1969 à Lyon, est un journaliste sportif français.
Après un début de carrière sur Canal+, il officie depuis mars 2016 au sein du groupe TF1, notamment en tant que commentateur sportif des matches de l'équipe de France de football, en duo avec Bixente Lizarazu, ainsi que ceux de l'équipe de France de handball avec Philippe Gardent. Il anime également l'émission Téléfoot depuis septembre 2018.

## Biographie

### Famille et formation
Grégoire Margotton est fils d'un professeur qui enseignait à l'université Lyon-II, spécialiste du romantisme allemand, et d'une mère agrégée de lettres classiques, enseignante au collège.
Il est titulaire d'une licence de langues (LEA) acquise  en 1990 à Liverpool avec le programme Erasmus et est diplômé du Centre de formation des journalistes (CFJ), promotion 1992.
Il est père d'un fils et de 4 filles, dont 3 nées en 2016, 2017 et 2021 avec sa compagne Aurélie.

### Carrière médiatique

#### Groupe Canal+
Grégoire Margotton entre à Canal+ en 1992 en tant que stagiaire pour les Jeux olympiques de Barcelone. 
Ancien présentateur de Jour de foot avec Vincent Radureau, il devient le commentateur de l'affiche de Ligue 1 du dimanche soir avec Christophe Dugarry ou Franck Sauzée, Laurent Paganelli et Philippe Doucet. Il présente également La grande soirée de Ligue des champions avec la journaliste Nathalie Iannetta. 
Outre le football, il est le spécialiste de l'athlétisme sur la chaîne cryptée. Il y commente les meetings de la Golden League en compagnie de Jean Galfione, Renaud Longuèvre et Marc Maury. Il a également commenté ce sport lors des Jeux olympiques de Pékin 2008. Il a aussi commenté les compétitions de basket comme les Jeux olympiques d'Atlanta en 1996. 
À partir de septembre 2012, il commente la Ligue des champions avec Éric Carrière. Il participe également quelquefois à l'émission Les Spécialistes et présente l'émission Data Room.

#### Groupe TF1
En mars 2016, Grégoire Margotton est recruté par TF1 en remplacement de Christian Jeanpierre pour commenter les matchs de l'équipe de France de football avec Bixente Lizarazu. Le 30 mai, il officie pour la première fois à l'occasion du match de préparation à l'Euro 2016, France-Cameroun à la Beaujoire (victoire 3-2).
À partir du dimanche 28 août 2016, il rejoint l'équipe de l'émission hebdomadaire Téléfoot et, à la rentrée de septembre, il anime le dimanche soir un rendez-vous sportif sur LCI, le Club26, mais celui-ci s'arrête fin décembre 2016, faute d'audience.
En janvier 2017, il commente le quart-de-finale, la demi-finale, et la finale victorieuse de l'équipe de France de handball dans le Championnat du monde de handball masculin 2017, avec Philippe Gardent sur TF1 et TMC. En février 2017, il participe et atteint la finale du Grand Concours des animateurs de TF1.
En 2017-2018, il présente le programme court Rendez-vous Sport diffusé le dimanche soir sur TF1 après le journal de 20 heures.
En décembre 2017, il commente le quart-de-finale, la demi-finale et la finale victorieuse de l'équipe de France de handball dans le Championnat du monde féminin de handball 2017, avec Nodjialem Myaro sur TMC et TF1.
Le dimanche 27 mai 2018, il commente la finale de la Ligue des champions de handball avec Philippe Gardent sur TFX. À la suite de la qualification de trois clubs en final four de la compétition, le groupe TF1 trouve un accord de codiffusion avec BeIn Sports pour retransmettre la rencontre sur TFX.
Il réalise avec Nicolas Glimois le documentaire 98, secrets d'une victoire, retraçant le parcours victorieux de l'Équipe de France de football à la Coupe du monde de 1998, grâce aux témoignages de l'ensemble des joueurs et des membres du staff vingt ans après ; le programme est diffusé pour la première fois sur TF1 le 10 juin 2018. Il commente ensuite l'ensemble des matches de l'équipe de France victorieuse de la Coupe du monde de football 2018 au côté de Bixente Lizarazu.
À partir de la rentrée de septembre 2018, il est aux commandes de l'émission hebdomadaire Téléfoot en remplacement de Christian Jeanpierre.
En décembre 2018, il commente le dernier match du tour préliminaire, la demi-finale et la finale victorieuse de l'équipe de France de handball dans le Championnat d'Europe féminin de handball 2018, avec Nodjialem Myaro, sur TMC pour les deux premiers matchs et sur TF1 pour la finale.
En janvier 2019, il commente de nouveau le parcours de l'équipe de France de handball dans le championnat du monde avec Philippe Gardent sur TMC.
En juin 2019, il commente avec Bixente Lizarazu des rencontres de la Coupe du monde féminine de football, diffusée sur TMC et TF1, et notamment l'ensemble des matchs de l'équipe de France.
En 2020, il commente deux matchs du tour préliminaire de l'équipe de France de handball dans le championnat d'Europe, toujours aux côtés de Philippe Gardent sur TMC.
D'août à décembre 2020, grâce à un accord entre TF1 et Mediapro, il retrouve le commentaire de rencontres de Ligue 1, 4 ans après son dernier match commenté sur Canal+. Il est toujours accompagné de Bixente Lizarazu sur la nouvelle chaîne nommée Téléfoot.
Le 20 décembre 2020, il commente la finale perdue (22 à 20) de l'équipe de France de handball dans le Championnat d'Europe féminin de handball 2020, avec Nodjialem Myaro, sur TF1.
À partir du 2 juin 2021, il commente les matchs de football des Bleus pour l'Euro 2020, reporté à cause de la pandémie de Covid-19.
En décembre 2021, il commente avec Nodjialem Myaro un match de tour préliminaire (Slovénie - France), un match du tour principal (Serbie - France) et le parcours en phase finale de l'équipe de France de handball dans le Championnat du monde féminin de handball 2021 sur TMC.
Le 28 janvier 2024, il commente avec Philippe Gardent, la finale des championnats d'Europe de handball, remportée par la France contre le Danemark.

### Autres activités

#### Cinéma
Grégoire Margotton écrit en 2002 le texte du film Comme dans un rêve sur Zinédine Zidane.

#### Jeux vidéo
Grégoire Margotton a commenté en solo le jeu vidéo Actua Soccer 2 en 1997 avant de poursuivre avec FIFA 2003, FIFA 2004 et FIFA 2005 avec Olivier Rouyer et Rémi Garde.
Il commente Pro Evolution Soccer 2010, Pro Evolution Soccer 2011 et Pro Evolution Soccer 2012 avec son coéquipier de Canal+, Christophe Dugarry, et Pro Evolution Soccer 2013 avec Darren Tulett, et ce, jusqu'à Pro Evolution Soccer 2021,.

### Récompenses
En avril 2012, il reçoit la « Lucarne d'or » du meilleur binôme de commentateurs de football pour son duo avec Christophe Dugarry.
Le 10 mai 2013, il est élu par les internautes des sites internet de Télé 2 semaines et En Pleine Lucarne « Lucarne d'or », récompensant le meilleur commentateur de football.
En 2016, il est récompensé d'un Micro d'or dans la catégorie Influenceur de l'année.
En juin 2017, il est élu commentateur préféré des français par les internautes du site internet de France Football. Avec 47 % des voix, il devance  Benjamin Da Silva (16 %) et Christophe Josse (11 %), tous deux commentateurs sur beIN Sports.